# آنتون چایتکین
آنتون چایتکین (به انگلیسی: Anton Chaitkin) یکی از دو نویسنده کتاب «زندگینامه غیررسمی جرج بوش» در سال ۱۹۹۲ می‌باشد.
وی پسر یاکوب چایتکین، وکیل دعاوی نیویورکی، است که در سال‌های جنگ جهانی دوم به دلیل ارتباطات شبکه هریمن-بوش با آلمان هیتلری با ایشان درگیری داشت.